# Justyna Karolkiewicz
Justyna Karolkiewicz (* 29. Oktober 1980) ist eine polnische Leichtathletin, die sich auf den Sprint spezialisiert hat.

## Karriere
Als Mitglied der 4 × 400-m-Staffel, die bei den Europameisterschaften 2002 in München gewann sie eine Bronzemedaille. Sie ist außerdem zweimaliger Bronzemedaillengewinnerin bei den Junioreneuropameisterschaften. Beide Medaillen gewann sie 1999 in Riga im 400-m-Lauf und mit der 4 × 400-m-Staffel. Zwei Jahre später gewann sie die Silbermedaille in der 4 × 400-m-Staffel bei den Jugendeuropameisterschaften 2001 in Amsterdam.